# 16091 Malchiodi
16091 Malchiodi este un asteroid din centura principală de asteroizi.

## Descriere
16091 Malchiodi este un asteroid din centura principală de asteroizi. A fost descoperit pe 7 octombrie 1999 la Socorro, New Mexico, în cadrul proiectului LINEAR. Asteroidul prezintă o orbită caracterizată de o semiaxă mare de 2,35 ua, o excentricitate de 0,19 și o înclinație de 4,8° în raport cu ecliptica.